# Santo Niño (Samar)
Santo Niño is een gemeente in de Filipijnse provincie Samar. De gemeente omvat de eilanden Santo Niño en Camandag. Bij de laatste census in 2007 had de gemeente bijna 13 duizend inwoners.

## Geografie

### Bestuurlijke indeling
Santo Niño is onderverdeeld in de volgende 13 barangays:
| - Balatguti - Baras - Basud - Buenavista - Cabunga-an - Corocawayan - Ilijan | - Ilo - Lobelobe - Pinanangnan - Sevilla - Takut - Villahermosa |

## Demografie
Santo Niño had bij de census van 2007 een inwoneraantal van 12.777 mensen. Dit zijn 232 mensen (1,8%) meer dan bij de vorige census van 2000. De gemiddelde jaarlijkse groei komt daarmee uit op 0,25%, hetgeen lager is dan het landelijk jaarlijks gemiddelde over deze periode (2,04%). Vergeleken met de census van 1995 is het aantal mensen met 16 (0,1%) toegenomen.

De bevolkingsdichtheid van Santo Niño was ten tijde van de laatste census, met 12.777 inwoners op 29,53 km², 432,7 mensen per km².